# Cappa di ghiaccio

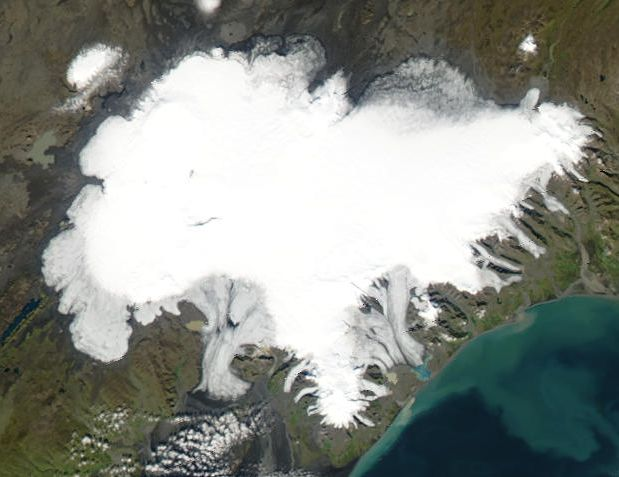
Vatnajökull, Islanda

Una cappa di ghiaccio è una massa di ghiaccio che si estende per meno di 50.000 km², solitamente su zone montuose. Quando il ghiaccio si estende per più di 50.000 km² si parla invece di calotta di ghiaccio.
Le cappe di ghiaccio non sono vincolate da caratteristiche topografiche: questo significa che esse formano una coltre uniforme che copre completamente anche le montagne più alte dando vita a una caratteristica forma a cupola, di solito centrata sul punto più alto del massiccio su cui giacciono. Il ghiaccio fluisce da questo punto più alto (in inglese ice divide) verso la periferia della cappa di ghiaccio, senza incanalamenti di sorta.
Le cappe di ghiaccio vengono spesso confuse con i campi di ghiaccio: anche questi ultimi infatti si estendono per meno di 50.000 km² ma, a differenza delle cappe di ghiaccio, non ricoprono completamente le vette su cui giacciono e questo comporta che i flussi di ghiaccio vengano incanalati in base alla topografia della zona. Non ricoprendo completamente il territorio sottostante mancano anche della caratteristica forma a cupola peculiare delle cappe di ghiaccio.
Vatnajökull (8.100 km²) in Islanda, Austfonna (8.120 km²) nell'arcipelago delle Svalbard e la Cappa di ghiaccio di Barnes (6.000 km²) nell'Isola di Baffin sono esempi di cappe di ghiaccio.